# Рябково (Уренский район)
Рябково — деревня в составе Горевского сельсовета Уренского района Нижегородской области. Население 0 (2010) человек

## Общая физико-географическая характеристика
Географическое положение
По автомобильным дорогам расстояние до областного центра — города Нижнего Новгорода — составляет 220 км, до районного центра — города Урень — 20 км. Абсолютная высота — 132 метра над уровнем моря.
Часовой пояс
Рябково, как и вся Нижегородская область, находится в часовой зоне МСК (московское время). Смещение применяемого времени относительно UTC составляет +3:00.

## История
Поселение возникло из переселенцев с территории современного Ковернинского района, возникло на оголённых площадях выжженых лесными пожарами 1839, 1841 годов. 
Указом ПВС РСФСР от 16 августа 1940 года деревня Холуи переименована в деревню Рябково.

## Население
По итогам Всероссийской переписи, как 2002, так и 2010 года в деревне отсутствовало постоянное население.
| 2002 | 2010 |
| ---- | ---- |
| 0    | →0   |